# Caio Júlio Lácer
Caio Júlio Lácer (em latim, Gaius Iulius Lacer) foi um arquiteto romano, da Lusitânia, que viveu na época do imperador Trajano. A sua obra-prima foi a ponte de Alcântara sobre o rio Tejo, perto da localidade de Alcântara, na província de Cáceres (Espanha). Esta ponte foi erguida entre os anos 104 e 106 e é constituída por seis arcos de alturas desiguais, que assentam sobre cinco pilares que apresentam também, por sua vez, diferentes alturas. No centro da ponte existe um com arco triunfal com altura de 10 m, em homenagem a Trajano. A ponte é feita de silhares de rocha granítica de 45 a 50 cm de espessura, sem argamassa.
Ao pé da ponte existe o pequeno templo romano de Alcântara onde está sepultado o arquitecto, conforme a inscrição seguinte na padieira da porta: 

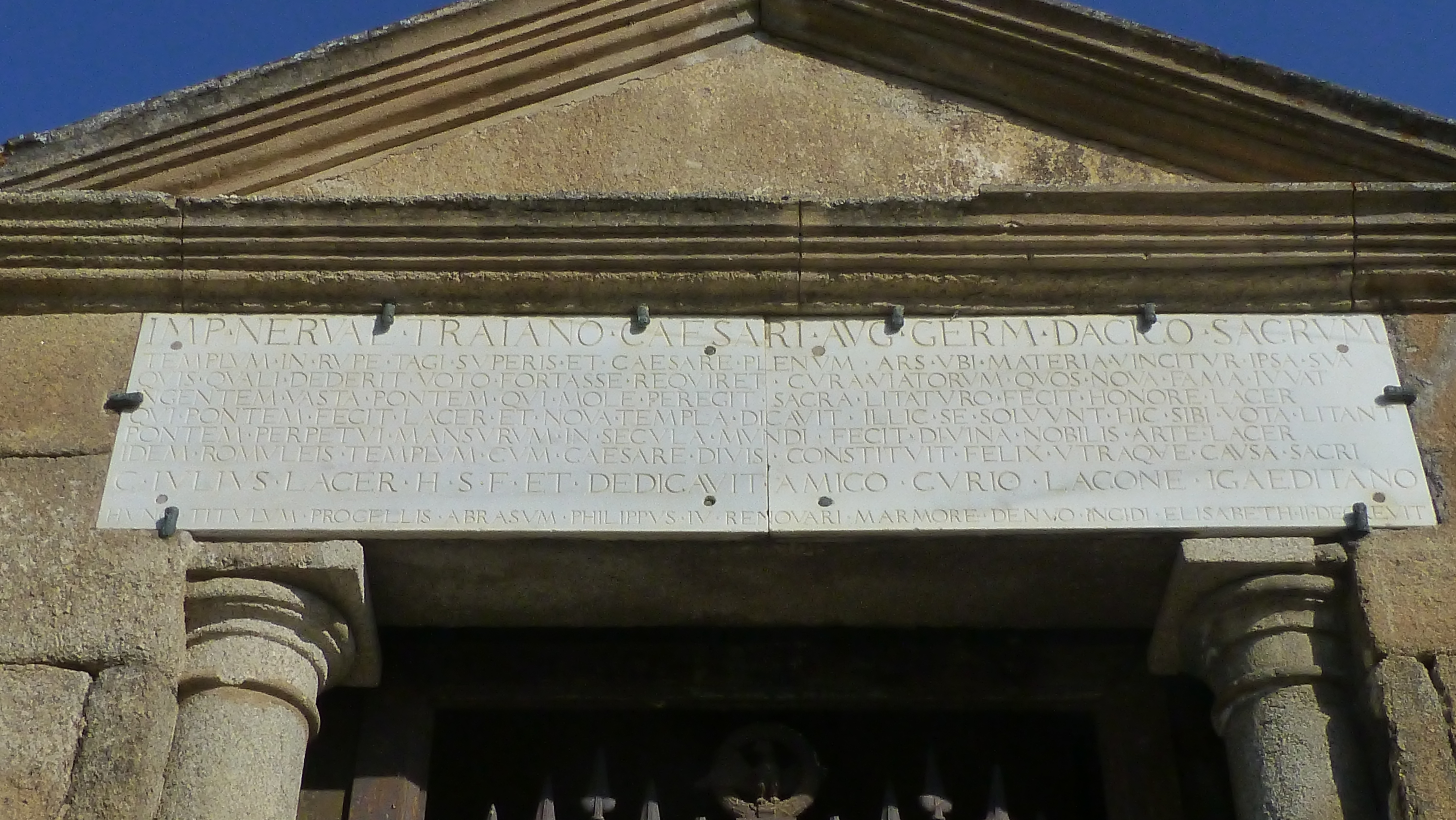
Inscrição

| “ | IMP.NERVAE.TRAIANO.CAESARI.AVG.GERM.DAC.SACRVM Templum in rupe Tagi superis et Caesare plenum ars ubi materia vincitur ipsa sua. Quis quali dederit voto fortasse requiret cura viatorum quos nova fama iuvat. Ingentem vasta pontem qui mole peregit sacra litaturo fecit honore Lacer. Qui pontem fecit Lacer et nova templa dicavit, illic se solvunt, hic sibi vota litant. Pontem perpetui mansurum in saecula mundi fecit divina nobilis arte Lacer. Idem Romuleis templum cum Caesare divis constituit felix utraque causa sacri. C.Iulius Lacer H(oc)S(acellum)F(ecit) et dedicavit amico Curio Lacone Igaeditano Hunc titulum procellis abrasum Philippus IV renovari, marmori denuo incidi Elisabeth II decrevit. | ” |

| “ | Ao Imperador Nerva, Trajano, César Augusto, Germânico, Dácico, está consagrado este templo, na rocha viva do Tejo, ocupado pelo Divino e o César, artifício mediante o qual a Natureza vence a si mesma. Talvez a curiosidade dos viajantes, a quem a celebridade do novo os agrada, indagará a quem e sob quem votou, ofereceu este templo. Quem construiu a grande ponte de vasta fábrica foi Lacer, para oferecer com grande solenidade os sacrifícios. Quem fez a ponte, Lacer, também dedicou os novos templos: em quais são encontrados seus votos, nestes devotam suas oferendas. O ilustre Lacer, com divina arte, fez a ponte para que durasse para sempre na perpetuidade do mundo. Ele felizmente levou a cabo o templo e a ponte devotados para os deuses romanos junto com César, uma e outra obra. Caio Júlio Lacer fez esta capela e dedicou-a para seu amigo Curio Larcon Igaeditano (da cidade de Idanha-a-Velha). Este letreiro, desgastado pela tempo, enviou-lhe para renovar Felipe IV e enviá-lo de volta para registrar em mármore Isabel II. | ” |

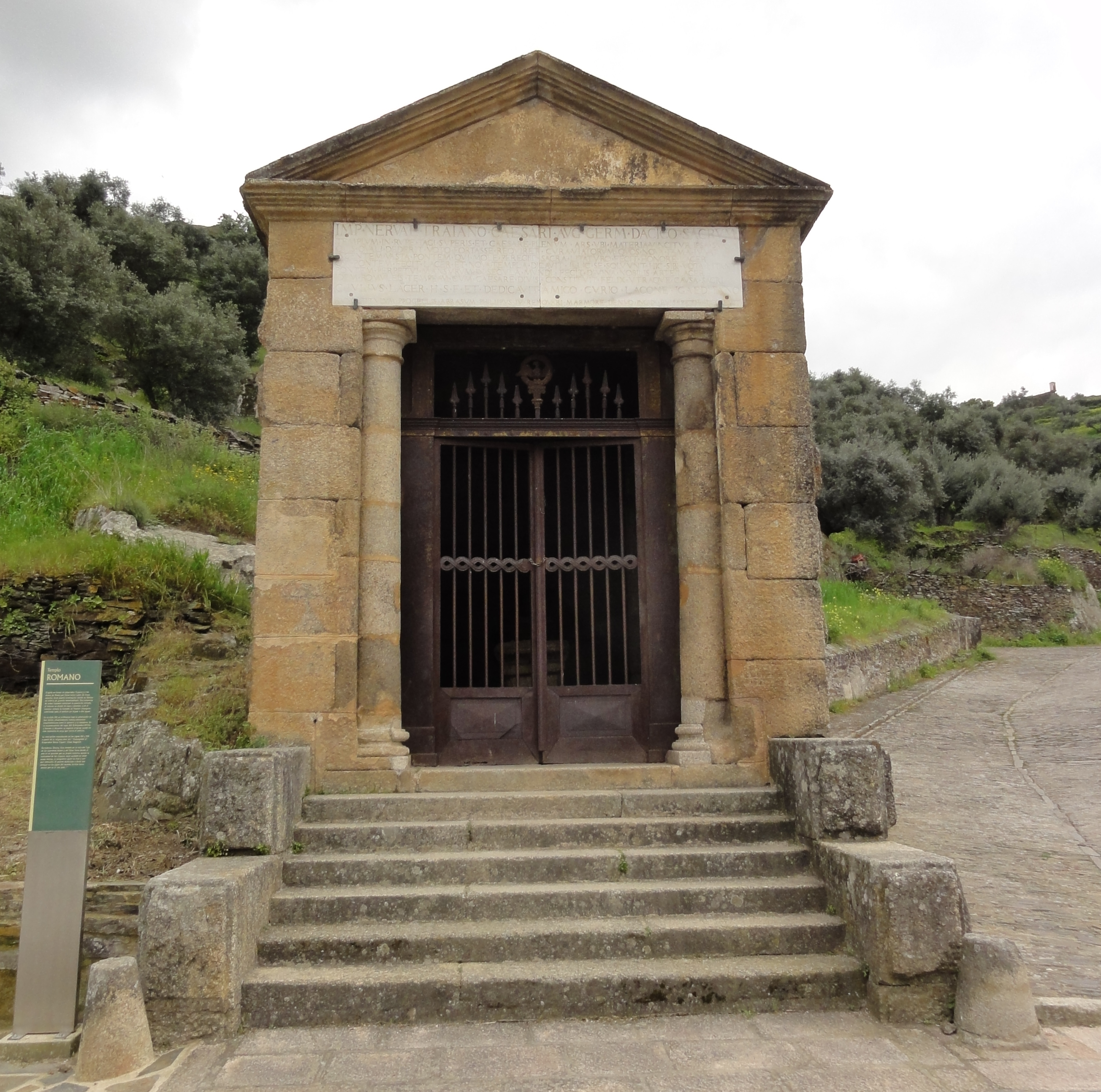
Pequeno templo romano do lado sul, onde está enterrado Caio Júlio Lácer.

O templo na Idade Média foi cristianizado com o nome de São Julião.  Nessa altura foram acrescentados também um campanário e uma cruz assente em quatro caveiras de granito.